# Конотоп (Чернігівський район)
Коното́п (МФА: [kon̪oˈt̪ɔp] ( прослухати)) — село в Україні, у Городнянській міській громаді Чернігівського району Чернігівської області.

## Історія
05 лютого 1965 року Указом Президії Верховної Ради Української РСР передано сільради: Бутівську та Конотопську Щорського району до складу Городнянського району.
12 червня 2020 року, відповідно до розпорядження Кабінету Міністрів України № 730-р від «Про визначення адміністративних центрів та затвердження територій територіальних громад Чернігівської області», село увійшло до складу Городнянської міської громади.
19 липня 2020 року, в результаті адміністративно-територіальної реформи та ліквідації Городнянського району, село увійшло до складу Чернігівського району.

## Населення

### Мова
Розподіл населення за рідною мовою за даними перепису 2001 року:
| Мова       | Кількість | Відсоток |
| ---------- | --------- | -------- |
| українська | 555       | 98.75%   |
| російська  | 6         | 1.07%    |
| румунська  | 1         | 0.18%    |
| Усього     | 562       | 100%     |